# Platja Nord (Peníscola)

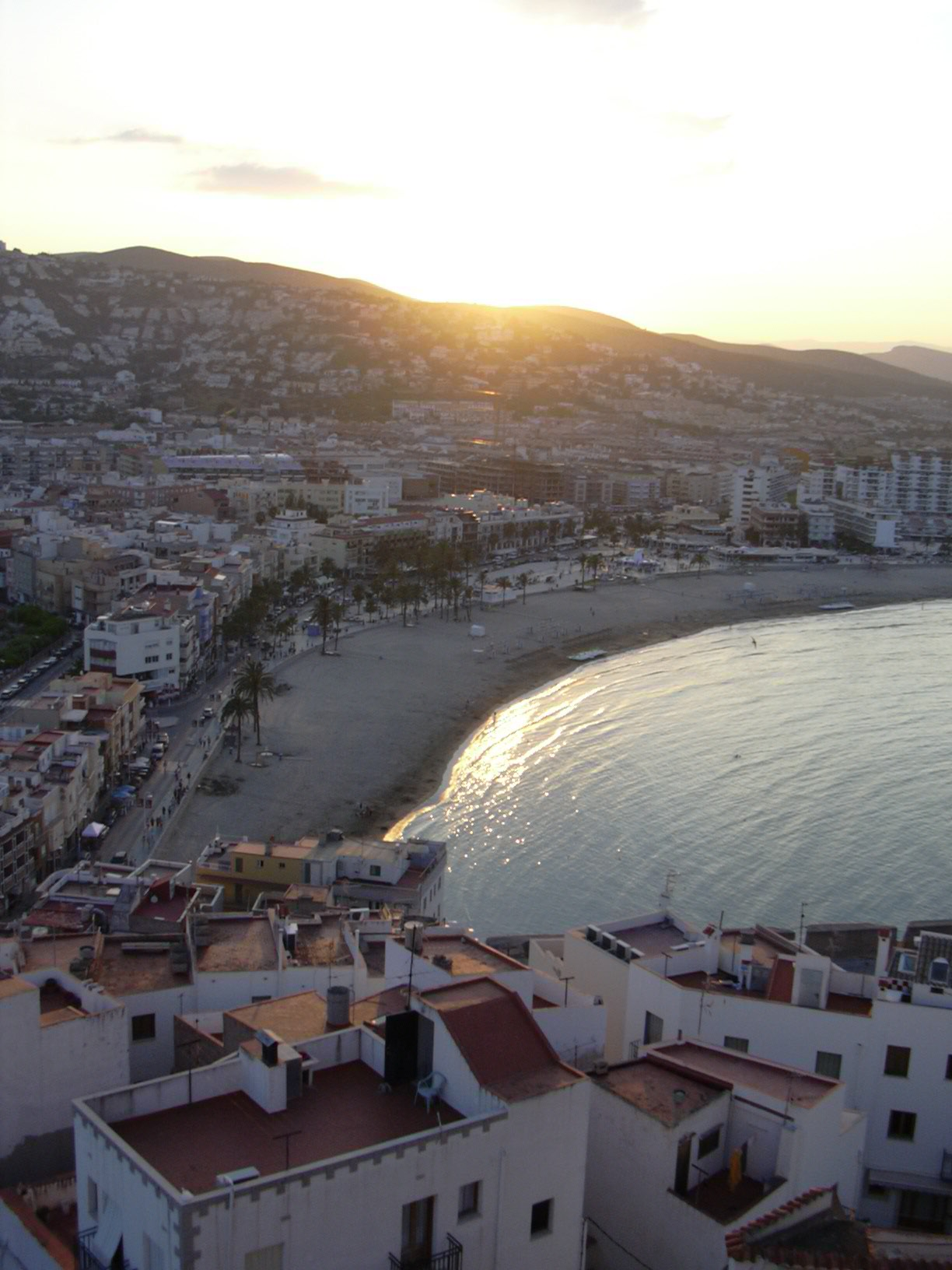
Platja Nord vista des del Castell de Peníscola.

La platja Nord de Peníscola és una platja amb dos espais perfectament delimitats: la zona sud, amb quasi dos quilòmetres d'arena fina i daurada, la tradicional platja Nord, amb escàs desnivell, la qual cosa fa que no resulte en absolut perillosa; i la zona nord, fins al terme de Benicarló, tradicionalment una platja de còdols, actualment regenerada. És una platja adaptada per a persones de mobilitat reduïda
Limita al nord amb la platja de la Caracola, al municipi de Benicarló, i al sud amb l'istme de sorra que separa el centre històric que envolta el Castell amb la resta del nucli. Té una longitud de 4 quilòmetres i mig, i una amplària mitjana de 45 m.
La platja està integrada en el nucli urbà, una zona turística amb passeig marítim. És una platja oberta, gran i neta. El paisatge característic, amb el castell del Papa Luna de fons, genera un especial atractiu.

## Distintius
A més del distintiu de la Bandera Blava, la platja compta amb els certificats de qualitat ISO 9001 i ISO 14001.
Així mateix, l'any 2012 li va ser atorgada la certificació de Sender Blau al conjunt dunar de la zona de Peñismar, com a element paisatgístic que contribueix a l'ús sostenible del litoral.

## Galeria d'imatges

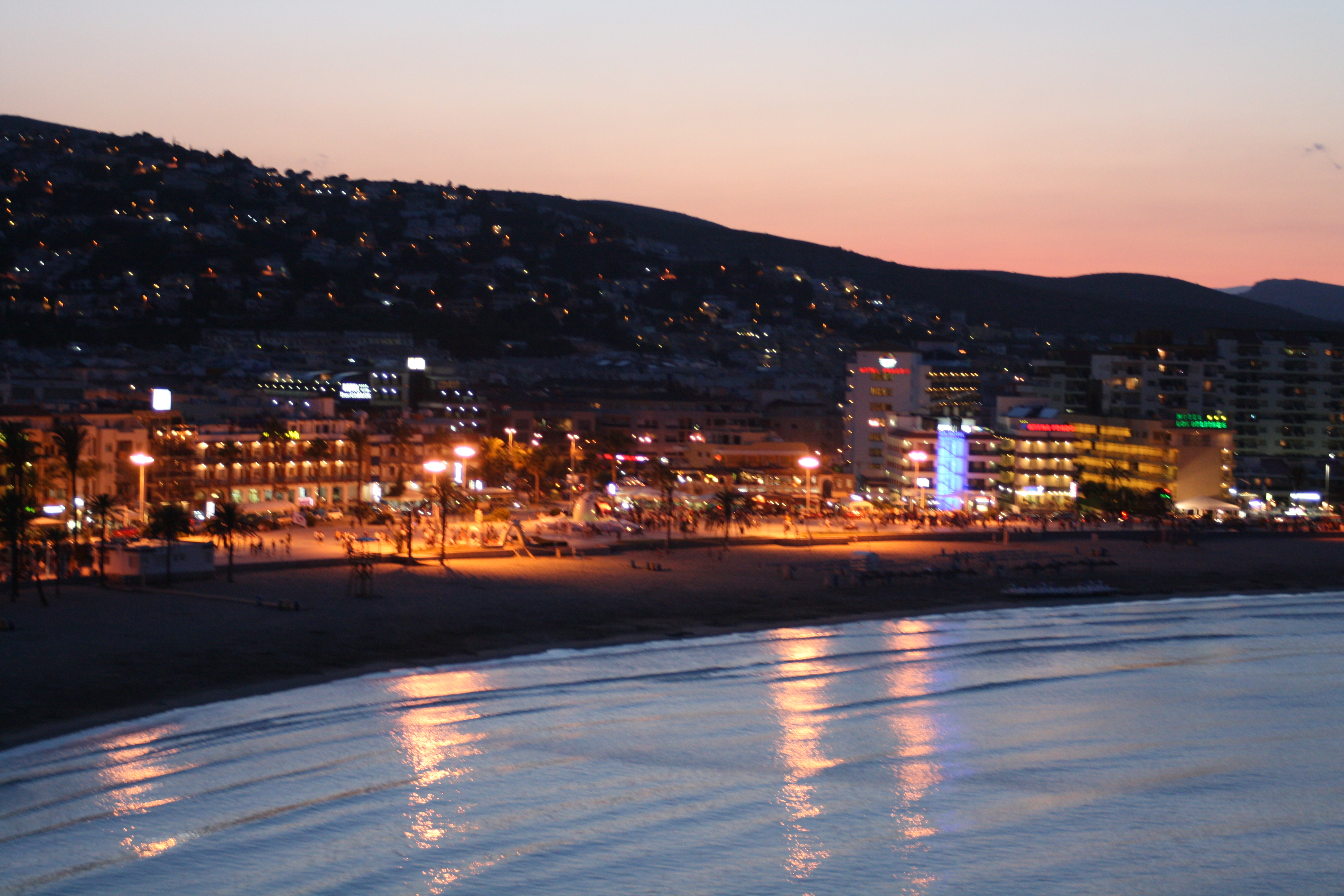
Vista de la platja de nit
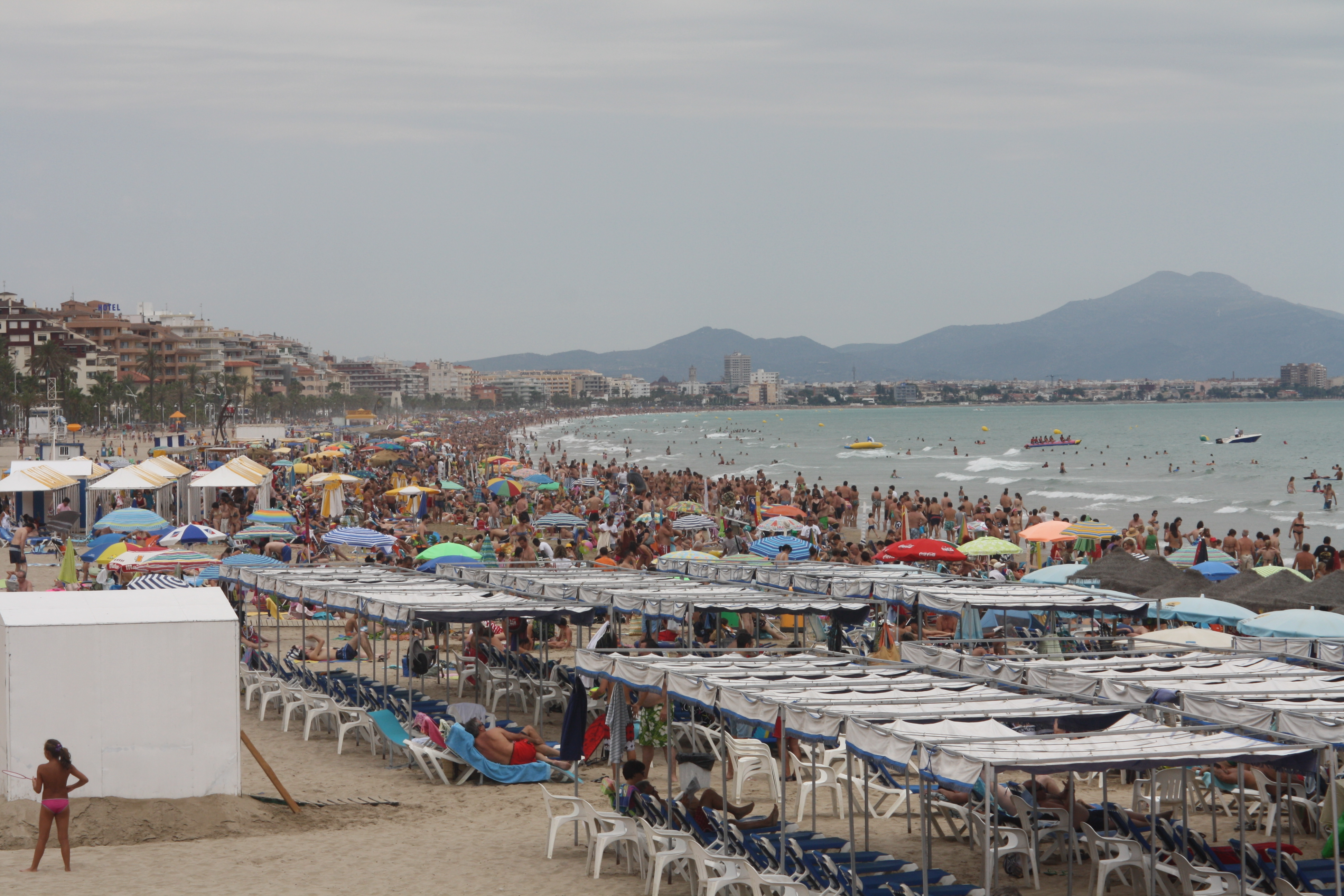
Vista de la platja a l'estiu
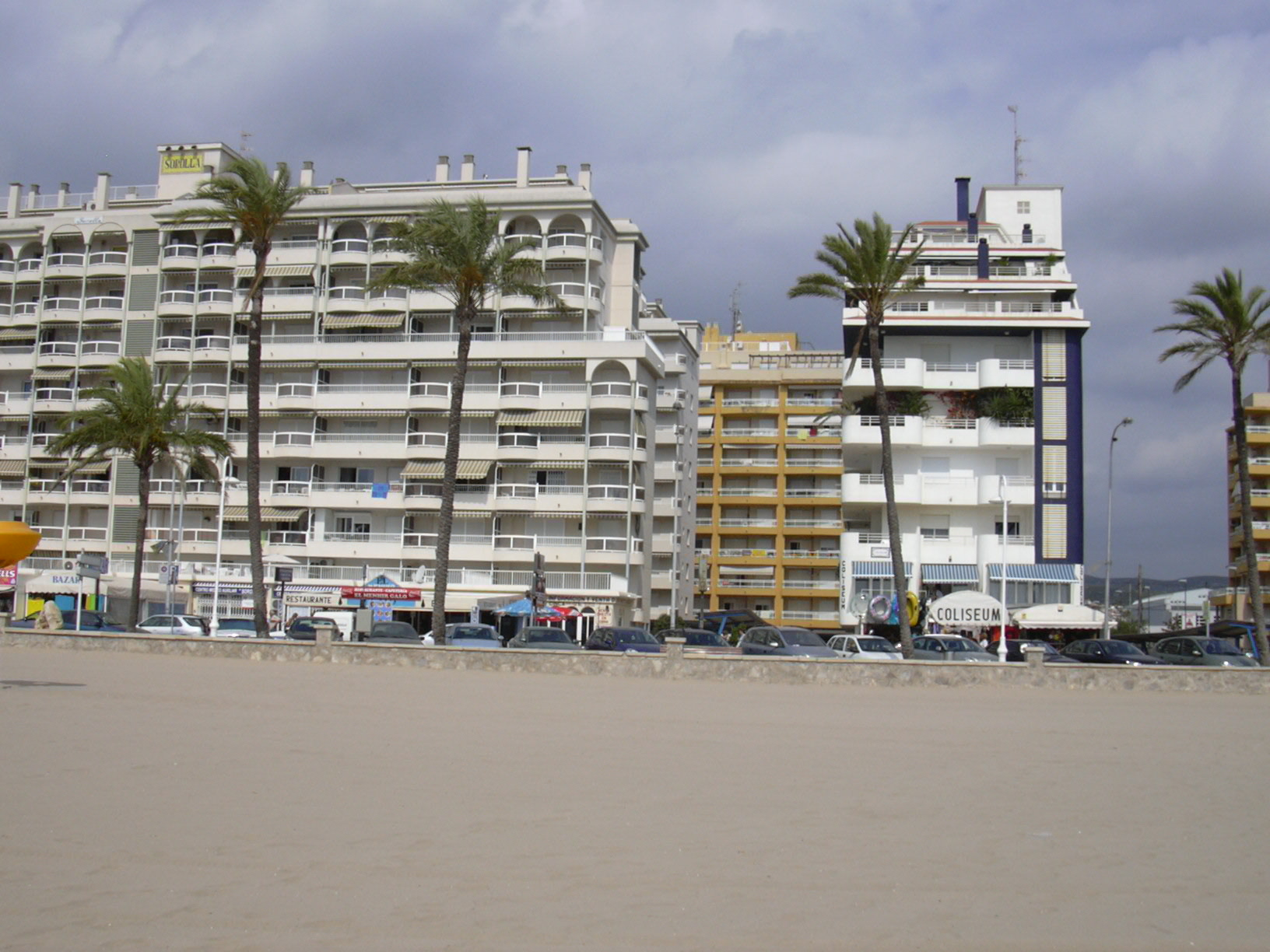
Edificis en primera línia de la platja